# Henning Mühlleitner
Henning Bennet Mühlleitner, född 15 juli 1997 i Emmendingen, är en tysk simmare.

## Karriär
I juli 2014 vid junior-EM i Dordrecht var Mühlleitner en del av Tysklands kapplag som tog guld på 4×200 meter frisim. I juni 2015 vid europeiska spelen i Baku tog han brons på 800 meter frisim samt var en del av Tysklands kapplag som tog brons på 4×200 meter frisim.
I augusti 2018 vid EM i Glasgow tog Mühlleitner brons på 400 meter frisim samt var en del av Tysklands kapplag tillsammans med Jacob Heidtmann, Reva Foos och Annika Bruhn som tog guld på 4×200 meter mixad frisim. I juli 2021 vid OS i Tokyo tävlade han i två grenar. Mühlleitner slutade på fjärde plats på 400 meter frisim samt var en del av Tysklands kapplag som slutade på sjunde plats på 4×200 meter frisim.
I augusti 2022 vid EM i Rom tog Mühlleitner brons på 400 meter frisim.